# Monster (2018)
Monster (bra: Monstro) é um filme de drama estadunidense de 2018 dirigido e escrito por Anthony Mandler, baseado no romance de 1999 de mesmo nome de Walter Dean Myers. Estrelado por Kelvin Harrison Jr. e Jennifer Ehle, estreou no Festival Sundance de Cinema em 22 de janeiro de 2018.

## Elenco
- Kelvin Harrison Jr. como Steve Harmon
- Jennifer Ehle como Katherine O'Brien
- Jennifer Hudson como Mrs. Harmon
- Jeffrey Wright como Mr. Harmon
- John David Washington como Richard "Bobo" Evans
- Mikey Madison como Alexandra Floyd
- Tim Blake Nelson como Leroy Sawicki
- Paul BencomoVictor como Anthony Petrocelli
- Rakim "A$AP Rocky" Mayers como James King